# Histioteuthis bonnellii
Histioteuthis bonnellii е вид главоного от семейство Histioteuthidae. Видът не е застрашен от изчезване.

## Разпространение и местообитание
Разпространен е в Австралия, Алжир, Испания, Канада, Мароко, Нова Зеландия, Португалия, САЩ, Тунис и Южна Африка.
Обитава крайбрежията на океани и морета в райони с тропически и субтропичен климат. Среща се на дълбочина от 98 до 2320,5 m, при температура на водата от 3,1 до 16,6 °C и соленост 34,4 – 38,4 ‰.